# Kuba az 1952. évi nyári olimpiai játékokon
Kuba a finnországi Helsinkiben megrendezett 1952. évi nyári olimpiai játékok egyik részt vevő nemzete volt. Az országot az olimpián 8 sportágban 29 sportoló képviselte, akik érmet nem szereztek.

## Atlétika
Férfi
| Versenyző                                                | Versenyszám     | Előfutam | Előfutam | Előfutam | Negyeddöntő | Negyeddöntő | Negyeddöntő | Elődöntő | Elődöntő | Elődöntő | Döntő   | Döntő    |
| Versenyző                                                | Versenyszám     | Idő      | Hely.    | Össz.    | Idő         | Hely.       | Össz.       | Idő      | Hely.    | Össz.    | Idő     | Helyezés |
| -------------------------------------------------------- | --------------- | -------- | -------- | -------- | ----------- | ----------- | ----------- | -------- | -------- | -------- | ------- | -------- |
| Rafael Fortún                                            | 200 m           | 21,98    | 1.       | 8.       | 21,98       | 2.          | 14.*        | 21,93    | 4.       | 8.       | kiesett | kiesett  |
| Rafael Fortún                                            | 100 m           | 10,93    | 1.       | 7.*      | 10,90       | 2.          | 7.          | 10,92    | 4.       | 7.       | kiesett | kiesett  |
| Raúl Mazorra                                             | 100 m           | 11,19    | 4.       | 34.*     | kiesett     | kiesett     | kiesett     | kiesett  | kiesett  | kiesett  | kiesett | kiesett  |
| Raúl Mazorra                                             | 200 m           | 22,52    | 1.       | 40.*     | 31,0        | 6.          | 35.         | kiesett  | kiesett  | kiesett  | kiesett | kiesett  |
| Angel García                                             | 200 m           | 22,14    | 2.       | 18.*     | 22,11       | 4.          | 19.         | kiesett  | kiesett  | kiesett  | kiesett | kiesett  |
| Angel García                                             | 400 m           | 49,34    | 4.       | 36.      | kiesett     | kiesett     | kiesett     | kiesett  | kiesett  | kiesett  | kiesett | kiesett  |
| Evelio Planas                                            | 400 m           | 49,44    | 5.       | 38.      | kiesett     | kiesett     | kiesett     | kiesett  | kiesett  | kiesett  | kiesett | kiesett  |
| Evelio Planas                                            | 800 m           | 1:57,6   | 6.       | 43.*     |             |             |             | kiesett  | kiesett  | kiesett  | kiesett | kiesett  |
| Samuel Anderson                                          | 110 m gát       | 15,24    | 3.       | 15.*     |             |             |             | kiesett  | kiesett  | kiesett  | kiesett | kiesett  |
| Evelio Planas Samuel Anderson Angel García Rafael Fortún | 4 × 100 m váltó | 42,14    | 3.       | 12.      |             |             |             | 41,67    | 4.       | 8.       | kiesett | kiesett  |

* – egy másik versenyzővel azonos időt ért el

## Kosárlabda
- Alberto Escoto
- Alfredo Faget
- Armando Estrada
- Carlos Bea
- Casimiro García
- Fabio Ruíz
- Fico López
- Felipe de la Pozas
- Juan García
- Mario Quintero
- Ramón Wiltz
- Raúl García

### Eredmények
Selejtező
A csoport
| 1952. július 14. | Kuba (CUB) | 59–51 | Belgium |  |
| 1952. július 14. | (31–28)    |       |         |  |

| 1952. július 17. | Bulgária (BUL) | 62–56 | Kuba |  |
| 1952. július 17. | (29–30)        |       |      |  |

| 1952. július 18. | Kuba (CUB) | 71–63 | Belgium |  |
| 1952. július 18. | (42–34)    |       |         |  |

4. csoport
| Csapat        | JM | GY | V | DP  | KP  | +/- | PT |
| ------------- | -- | -- | - | --- | --- | --- | -- |
| Franciaország | 3  | 3  | 0 | 202 | 149 | +53 | 6  |
| Chile         | 3  | 2  | 1 | 170 | 150 | +20 | 5  |
| Egyiptom      | 3  | 1  | 2 | 176 | 221 | -45 | 4  |
| Kuba          | 3  | 0  | 3 | 149 | 177 | -28 | 3  |

| 1952. július 25. | Chile (CHI) | 53–52 | Kuba |  |
| 1952. július 25. | (32–32)     |       |      |  |

| 1952. július 26. | Franciaország (FRA) | 58–42 | Kuba |  |
| 1952. július 26. | (30–17)             |       |      |  |

| 1952. július 27. | Egyiptom (EGY) | 66–55 | Kuba |  |
| 1952. július 27. | (35–28)        |       |      |  |

| Csapat | Helyezés |
| ------ | -------- |
| Kuba   | 13.      |

## Sportlövészet
| Versenyző       | Versenyszám          | Eredmény | Helyezés |
| --------------- | -------------------- | -------- | -------- |
| Ernesto Herrero | Gyorstüzelő pisztoly | 540      | 39.      |
| Mario de Armas  | Gyorstüzelő pisztoly | 568      | 12.      |
| Mario de Armas  | Szabadpisztoly       | 526      | 16.      |

## Súlyemelés
| Versenyző       | Versenyszám | Nyomás   | Nyomás   | Szakítás                 | Szakítás                 | Lökés    | Lökés    | Összesen | Helyezés |
| Versenyző       | Versenyszám | Eredmény | Helyezés | Eredmény                 | Helyezés                 | Eredmény | Helyezés | Összesen | Helyezés |
| --------------- | ----------- | -------- | -------- | ------------------------ | ------------------------ | -------- | -------- | -------- | -------- |
| Orlando Garrido | 82,5 kg     | 122,5    | 4.       | érvényes kísérlet nélkül | érvényes kísérlet nélkül | kiesett  | kiesett  | kiesett  | kiesett  |

## Torna
Férfi
| Versenyző          | Versenyszám      | Eredmény | Helyezés  |
| ------------------ | ---------------- | -------- | --------- |
| Angel Aguiar       | Talaj            | 16,80    | 108.***   |
| Angel Aguiar       | Ugrás            | 17,35    | 128.***** |
| Angel Aguiar       | Korlát           | 15,45    | 155.*     |
| Angel Aguiar       | Nyújtó           | 10,20    | 175.      |
| Angel Aguiar       | Gyűrű            | 16,90    | 109.*     |
| Angel Aguiar       | Lólengés         | 15,95    | 109.*     |
| Angel Aguiar       | Egyéni összetett | 92,65    | 147.      |
| Francisco Cascante | Talaj            | 17,15    | 96.*      |
| Francisco Cascante | Ugrás            | 15,00    | 170.      |
| Francisco Cascante | Korlát           | 14,30    | 169.      |
| Francisco Cascante | Nyújtó           | 7,00     | 181.      |
| Francisco Cascante | Gyűrű            | 15,35    | 153.      |
| Francisco Cascante | Lólengés         | 9,75     | 179.      |
| Francisco Cascante | Egyéni összetett | 78,55    | 177.      |
| Rafael Lecuona     | Talaj            | 15,70    | 147.      |
| Rafael Lecuona     | Ugrás            | 16,75    | 150.      |
| Rafael Lecuona     | Korlát           | 16,00    | 144.      |
| Rafael Lecuona     | Nyújtó           | 16,80    | 106.**    |
| Rafael Lecuona     | Gyűrű            | 16,40    | 121.**    |
| Rafael Lecuona     | Lólengés         | 17,45    | 77.****   |
| Rafael Lecuona     | Egyéni összetett | 99,10    | 116.      |

* – egy másik versenyzővel azonos eredményt ért el

** – két másik versenyzővel azonos eredményt ért el

*** – három másik versenyzővel azonos eredményt ért el

**** – négy másik versenyzővel azonos eredményt ért el

***** – hat másik versenyzővel azonos eredményt ért el

## Úszás
Férfi
| Versenyző        | Versenyszám | Előfutam | Előfutam | Előfutam | Elődöntő | Elődöntő | Elődöntő | Döntő   | Döntő    |
| Versenyző        | Versenyszám | Idő      | Hely.    | Össz.    | Idő      | Hely.    | Össz.    | Idő     | Helyezés |
| ---------------- | ----------- | -------- | -------- | -------- | -------- | -------- | -------- | ------- | -------- |
| Nicasio Silverio | 100 m gyors | 1:00,0   | 3.       | 19.*     | 59,9     | 8.       | 20.      | kiesett | kiesett  |
| Manuel Sanguily  | 200 m mell  | 2:44,5   | 5.       | 20.      | kiesett  | kiesett  | kiesett  | kiesett | kiesett  |

## Vitorlázás
| Versenyző                                         | Versenyszám | Futam | Futam | Futam | Futam | Futam | Futam | Futam | Pontszám | Helyezés |
| Versenyző                                         | Versenyszám | 1     | 2     | 3     | 4     | 5     | 6     | 7     | Pontszám | Helyezés |
| ------------------------------------------------- | ----------- | ----- | ----- | ----- | ----- | ----- | ----- | ----- | -------- | -------- |
| Jorge de Cárdenas                                 | Finn dingi  | 247   | 206   | 293   | 117   | 186   | 269   | 269   | 1470     | 24.      |
| Carlos de Cárdenas Culmell Carlos de Cárdenas Plá | Csillaghajó | 724   | 344   | 821   | 821   | 645   | 946   | 578   | 4535     | 4.       |

## Vívás
Férfi
| Versenyző         | Versenyszám       | 1. forduló | 1. forduló | 2. forduló          | 2. forduló | Elődöntő            | Elődöntő | Döntő               | Döntő   |
| Versenyző         | Versenyszám       | Ellenfelek Eredmény | Hely.      | Ellenfelek Eredmény | Hely.      | Ellenfelek Eredmény | Hely.    | Ellenfelek Eredmény | Hely.   |
| ----------------- | ----------------- | --- | ---------- | ------------------- | ---------- | ------------------- | -------- | ------------------- | ------- |
| Abelardo Menéndez | Tőr, egyéni       | Paul Valcke (BEL) · Yulen Uralov (URS) · Daniel Bukantz (USA) · Jerzy Pawłowski (POL) · Heikki Raitio (FIN) · Günther Knödler (SAA) · 1-4 (24)                       | 7.         | kiesett             | kiesett    | kiesett             | kiesett  | kiesett             | kiesett |
| Abelardo Menéndez | Párbajtőr, egyéni | Ivan Lund (AUS) · René Dybker (DEN) · Johan von Koss (NOR) · Ghislain Delaunois (BEL) · Armand Mouyal (FRA) · Enrique Rettberg (ARG) · Juozas Ūdras (URS) · 1-6 (20) | 7.         | kiesett             | kiesett    | kiesett             | kiesett  | kiesett             | kiesett |